# Osamu Kobayashi (1964-2021)
Osamu Kobayashi (小林 治 Kobayashi Osamu?) (10 de enero de 1964–17 de abril de 2021) fue un animador, ilustrador, diseñador mecánico y director de animación japonés conocido principalmente por BECK: Mongolian Chop Squad y Paradise Kiss; su aparición especial como director del episodio 4 de Gurren Lagann y, más recientemente, el episodio 15 de Dororo. 
Después de graduarse de la escuela secundaria, trabajó como diseñador y artista de manga, pero luego de su participación en Grandia se dedicó principalmente al campo de la animación. Originalmente dirigió cortometrajes y videos musicales para Studio 4 °C y posteriormente dirigió dos series de televisión para Madhouse Studios.  
Murió de cáncer de riñón el 17 de abril de 2021.
Su nombre se representa ocasionalmente en katakana completo para diferenciarlo de Osamu Kobayashi, otro director de anime.

## Filmografía

### Director
- table&fishman (cortometraje) (2002) (primero trabajo como director)
- End of the world (cortometraje - parte de la serie Grasshoppa!) (2002)
- Beck (televisión) (2004-2005)[2]
- Paradise Kiss (televisión) (2005)
- Sancha Blues (cortometraje) (2007)
- Someday's Dreamers (televisión) (2008)
- Naruto: Shippuden (televisión) (2016) (ep. 480-483)
- Rinshi! Ekoda-chan (televisión) (2019) (ep. 11)

### Otros
Evolution: The World of Sacred Device
- Venus Wars (película) (1989) - Mecha cleanup
- Grandia (videojuego) (1997) - diseño del escenario mundial
- Blue Submarine No. 6 (OVA) (1998) - diseño de arte, encuadre
- Evolution: The World of Sacred Device (Videojuego) (1999) - diseño de encuadre Mundial, diseño mecánico, demo director
- Gungrave (videouego) (2002) - diseño de Arte, diseño mecánico, diseño de concepto de la etapa
- Gad Guard (televisión) (2003) - Escenografía, director de animación de dibujo original, guion gráfico, director de episodio, animación clave, animación final
- Kaiketsu Zorori (televisión) (2004) - Animación de ending
- Zoids: Genesis (televisión) (2005-2006) - diseño de concepto
- Kemonozume (Televisión) (2006) - Storyboard, director de episodio, director de animación, animación clave (ep 7)
- Gurren Lagann (Televisión) (2008) - Storyboard, director de episodio, director de animación, animación clave (ep 4)
- Hanamaru Yōchien (televisión) (2010) - ED animación director especial, director de animación (ep 7)
- Panty & Stocking with Garterbelt (televisión) (2010) - ajusto, director de episodio, storyboard, animación clave (ep 5b)
- Tegami Bachi REVERVE (televisión) (2010) - ED2 ilustración
- Dantalian no Shoka (televisión) (2011) - Storyboard, director de episodio (ep 9)
- One Night City (Manga) (2014)
- The Last: Naruto the Movie (Película) (2014) - Concepto de arte
- Garo: Crimson Moon (televisión) (2014) - Storyboard (ep 4)
- Lupin III Part IV(televisión) (2015) - Storyboard, director de episodio (ep 12)
- Dororo (Televisión) (2019) - Storyboard y director de episodio (ep 15), animación de ending